# Stad Ommen
Stad Ommen is een voormalige gemeente in de Nederlandse provincie Overijssel.

## Geschiedenis
Tot 1811 bestonden er twee gemeenten: het stadgericht Ommen ofwel Stad Ommen, bestaande uit een smalle strook vanaf de Vecht, van de stad tot en met de Ommerschans, en het schoutambt Ommen ofwel Ambt Ommen, voor het omliggende platteland. Ambt Ommen omvatte destijds ook Avereest en Den Ham en werd na 1685 ook wel het schoutambt Ommen en Den Ham genoemd.
Bij de introductie van de Franse bestuursorganisatie in 1811 werd het stadgericht Ommen met het grootste deel van het schoutambt Ommen en Den Ham verenigd tot de mairie Ommen. Den Ham was vanaf 1811 een zelfstandige gemeente. In 1818 kwam de oude scheiding van de twee gemeenten Stad 
Ommen en Ambt Ommen weer terug.
Stad Ommen bestond uit een smalle rechthoekige strook aan de noordzijde van de Vecht. De gemeente omvatte de oude stadskern van Ommen en de Ommerschans. Het gedeelte van de kern van Ommen ten zuiden van de Vecht werd ingedeeld bij de gemeente Ambt Ommen. De rest van de huidige gemeente Ommen en het oostelijk deel van het dorp Lemelerveld waren eveneens deel van de gemeente Ambt Ommen.
In 1923, bij een gemeentelijke herindeling, werd Stad Ommen opnieuw met Ambt Ommen samengevoegd tot de gemeente Ommen.

## Bekende inwoners
- A.C. van Raalte, voorman van de Afscheiding en leider van de verhuizing van een groep afgescheidenen naar Michigan.

### Geboren
- August Pieter van Groeningen (1866-1894), schrijver